# Ректо

Ректо і версо в європейських книгах (зліва направо)

Ректо і версо в азійських книгах (справа наліво)

Рéкто (лат. recto, «правий, лицьовий», від лат. folium rectum) — лицьовий бік аркуша, на якому проставляються непарні числа. У кодексі - права частина розвороту. У сувої - внутрішній бік, який заповнено текстом.